# Leucocybe connata
Leucocybe connata (Heinrich Christian Friedrich Schumacher, 1803 ex Alfredo Vizzini și colaboratori, 2015), sin. Clitocybe connata (Heinrich Christian Friedrich Schumacher, 1803 ex Claude Casimir Gillet, 1874), Lyophyllum connatum (Heinrich Christian Friedrich Schumacher 1803 ex Rolf Singer, 1939), din încrengătura Basidiomycota în familia Tricholomataceae și de genul Leucocybe, și Mycobank este o specie saprofită de ciuperci poate numai condiționat comestibile, denumită în popor ciuciuleți de pământ. În România, Basarabia și Bucovina de Nord se întâlnește, crescând sociabil și în tufe dense, pe solurile umede și bogate, în resturi lemnoase, de obicei îmbogățite în mod semnificativ cu azot, în păduri de foioase, conifere și mixte, prin iarbă în luminișuri, la margini de drum, pe pajiști și pe maluri de pâraie. Specia apare la deal și la munte, din septembrie până în noiembrie (decembrie).

## Taxonomie

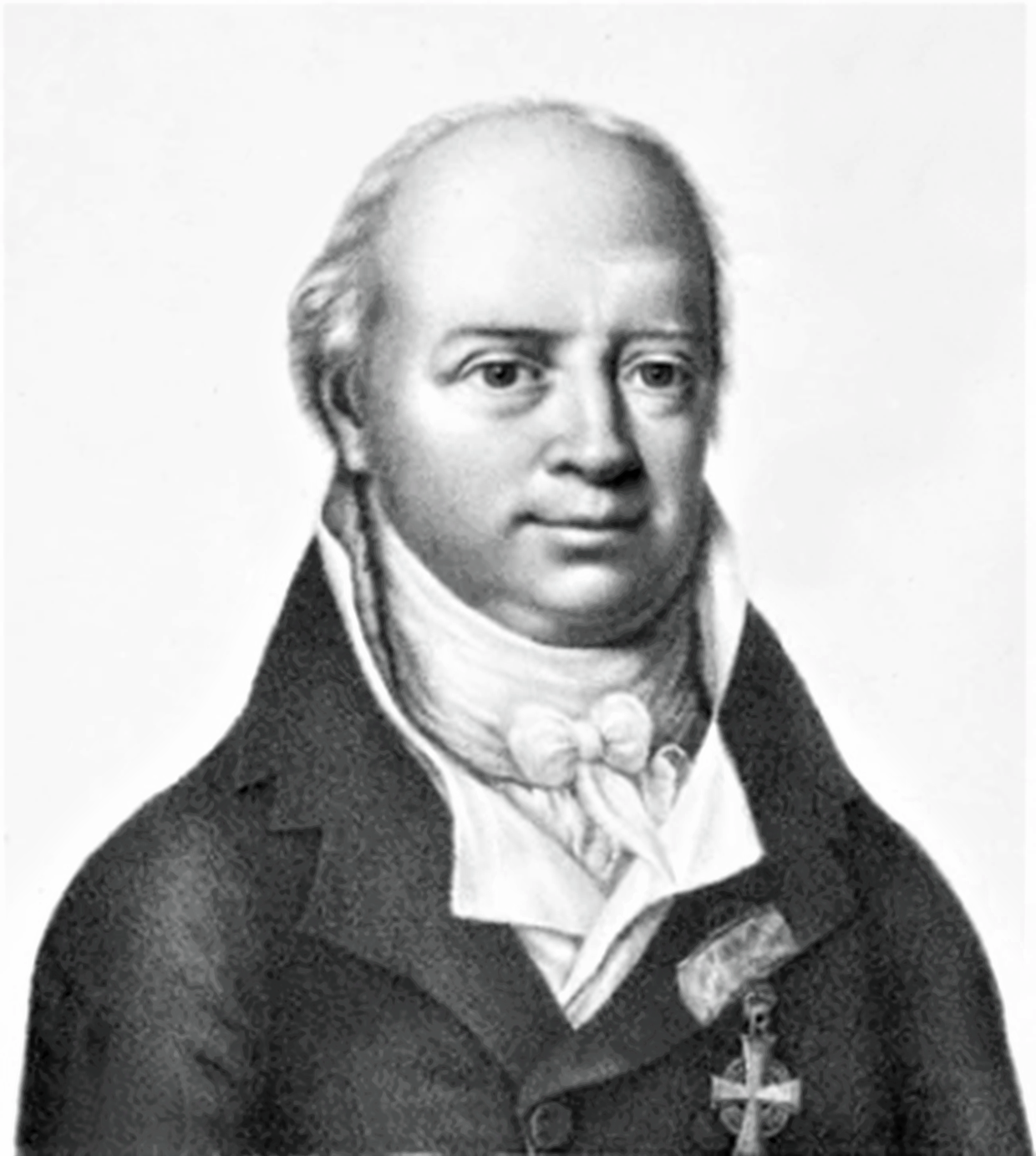
C. H. F. Schumacher

Acceptat de toții este numele binomial determinat de savantul danezo-german Heinrich Christian Friedrich Schumacher (1757-1830) în volumul 2 al marii sale opere Enumeratio Plantarum, in Partibus Sællandiae Septentrionalis et Orientalis Crescentium din 1803, iar, în 1874, micologul francez Claude Casimir Gillet a transferat specia la genul Clitocybe sub păstrarea epitetului, de citit în volumul 1 al lucrării sale Les Hyménomycètes ou Description de tous les Champignons qui Croissent en France. Această denumire este folosită până în prezent pe pagini oficiale și în cărți micologice. 
De asemenea adesea folosită, între altele și de renumitul jurnal micologic Der Tintling, este denumirea Lyophyllum connatum publicată de micologul german Rolf Singer în volumul 17 al jurnalului elvețian de micologie Schweizerische Zeitschrift für Pilzkunde - Bulletin Suisse de mycologie din 1939.
Dar în ultimii ani, se pare că s-a impus taxonul Leucocybe connata, creat de micologii Alfredo Vizzini, Pablo Alvarado, Gabriel Moreno și Giovanni Consiglio, de verificat în volumul 107 al jurnalului Mycologia din 2015. Astfel este văzut nume curent de cele două comitete renumite de nomenclatură Index Fungorum și Mycobank (2020).

## Descriere

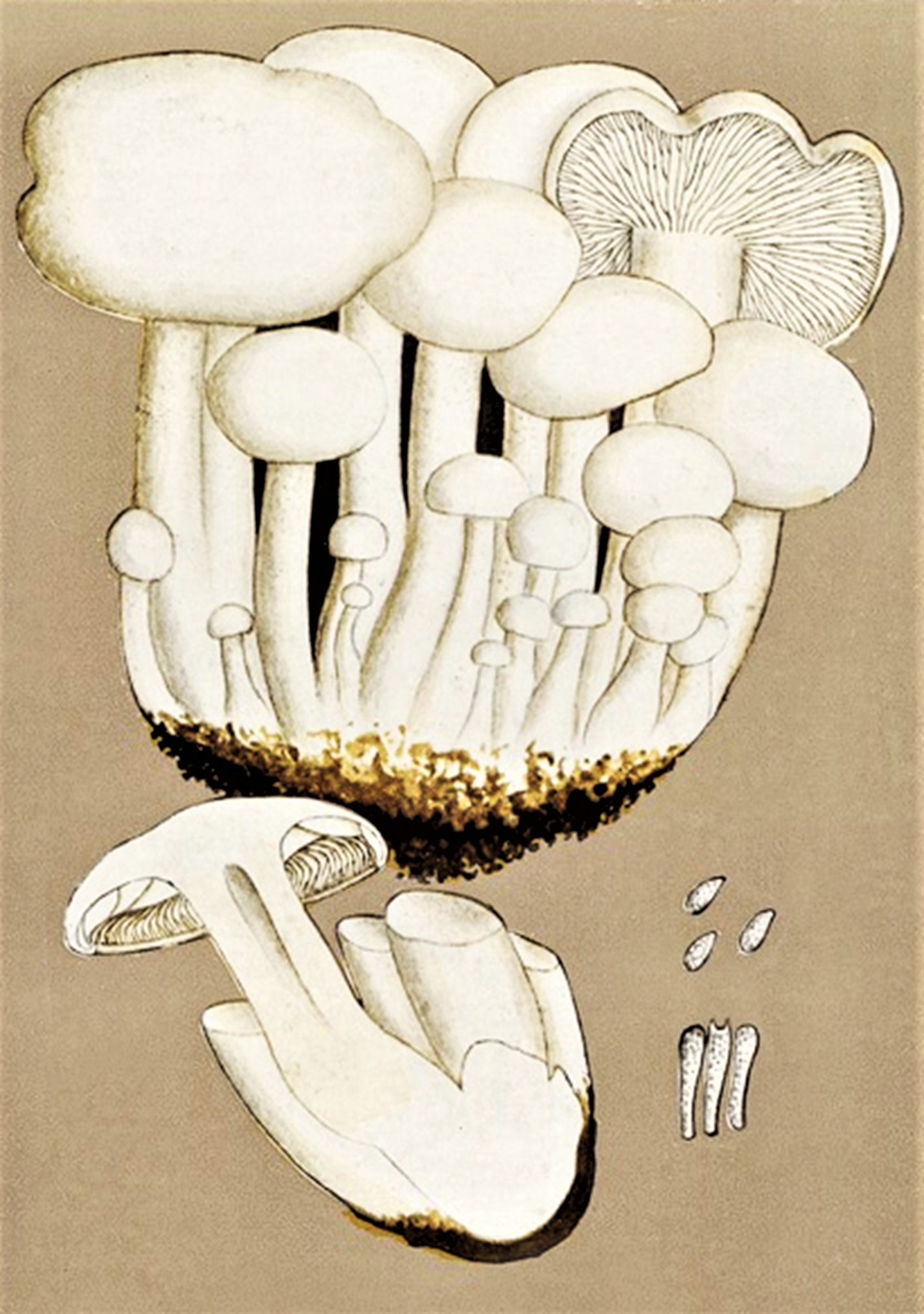
Bres.: Clitocybe connata

- Pălăria: destul de cărnoasă și slab cartilaginoasă are un diametru de 3–6 (9) cm, este inițial convexă cu marginea răsucită în jos, apoi conică, extinzându-se treptat, prezentând atunci o adâncitură centrală și o margine ondulată. Cuticula este netedă, mată, uscată (la umezeală unsuroasă), acoperită la exemplarele tinere cu o brumă asemănătoare făinii, coloritul variind între alb, peste alb-brumăriu, alb guaș la gri-argintiu, de multe ori cu zone apoase decolorate gri și la bătrânețe cu nuanțe gălbuie.
- Lamelele: sunt aglomerate și relativ înguste, fiind arcuite, bifurcate, aderate sau ușor decurente la picior. Coloritul este pentru mult timp alb, devenind crem-gălbui cu avansarea în vârstă.
- Piciorul: de 4–10 cm lungime și 1-2 cm grosime, este lung, cilindric, uneori turtit și ușor umflat la baza acoperită de puf alb, mai întâi plin, apoi gol pe interior, coaja fiind fibros-netedă, dar făinos-flocoasă spre vârf. Culoarea este albă, mai târziu cu nuanțe gălbuie. Nu prezintă un inel.
- Carnea: este albă, groasă, cărnoasă și compactă, ceva cartilaginoasă, mirosul fiind plăcut făinos-floral, aproape insistent dulcișor, asemănător florilor ale Corydalis solida (brebenel) din familia Papaveraceae și gustul savuros, ușor de faină.[4][5]
- Caracteristici microscopice: sunt mici, elipsoidali până alungit ovoidali, netezi, neamilozi (nu intră in reacție cu iod) și hialini (translucizi), cu o mărime de 6-8 x 2-3,5 microni. Pulberea lor este albă. Basidiie clavate cu 4 sterigme fiecare măsoară 25-30 x 5-7 microni, cistidele (elemente sterile situate în stratul himenal sau printre celulele din pielița pălăriei și a piciorului, probabil cu rol de excreție) fiind mai lungi.[13]
- Reacții chimice: carnea se decolorează cu acid sulfuric roșu, lamelele cu sulfat de fier după câteva minute violaceu, carnea cu sulfoformol albastru-verzui, cu sulfovanilină repede volatil violet și cu tinctură de Guaiacum după trei minute albastru-verzui.[14][15]

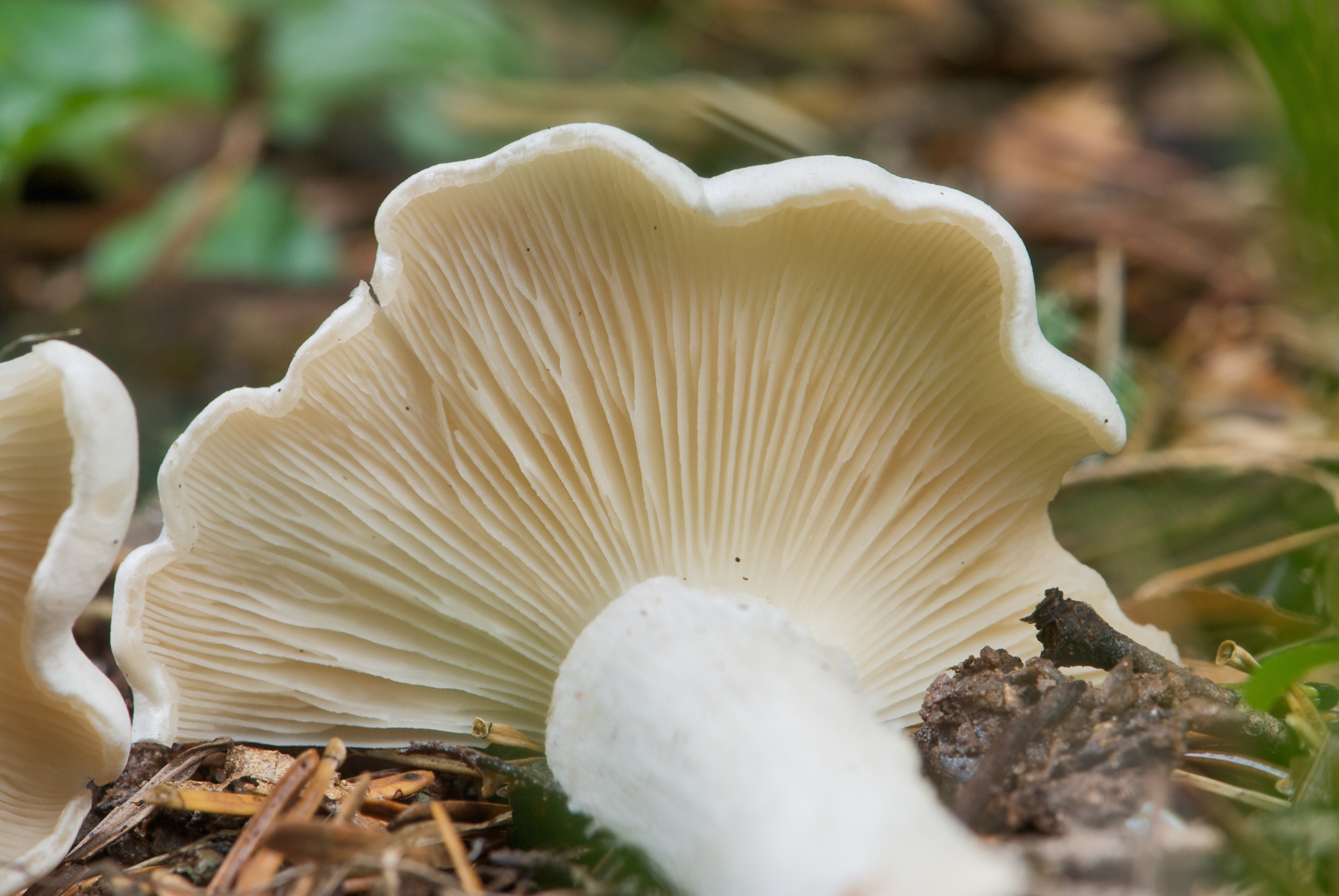
C. connata, lamele
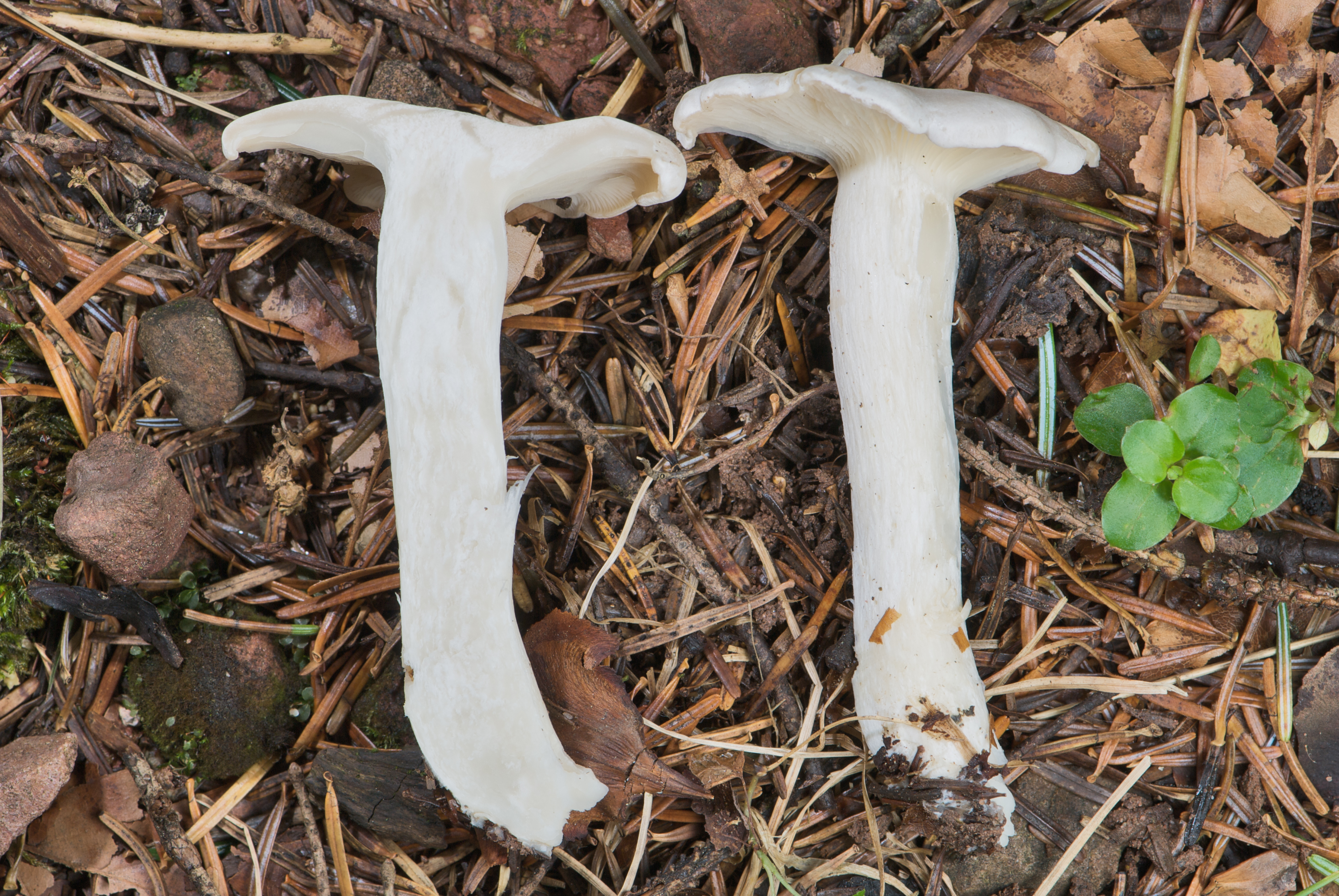
C. connata mai tânăr, secțiune longitudinală
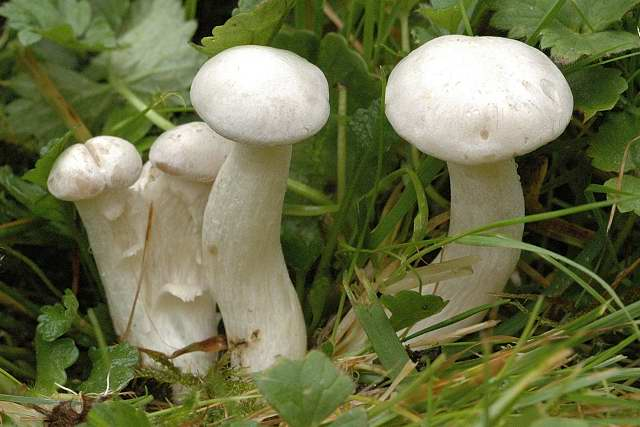
C. connata tinere
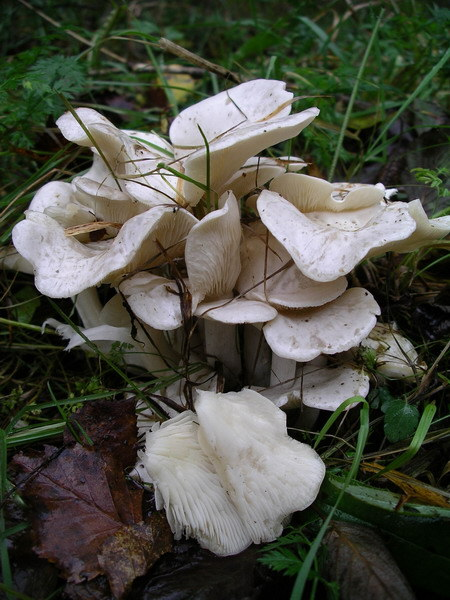
C. connata bătrâne
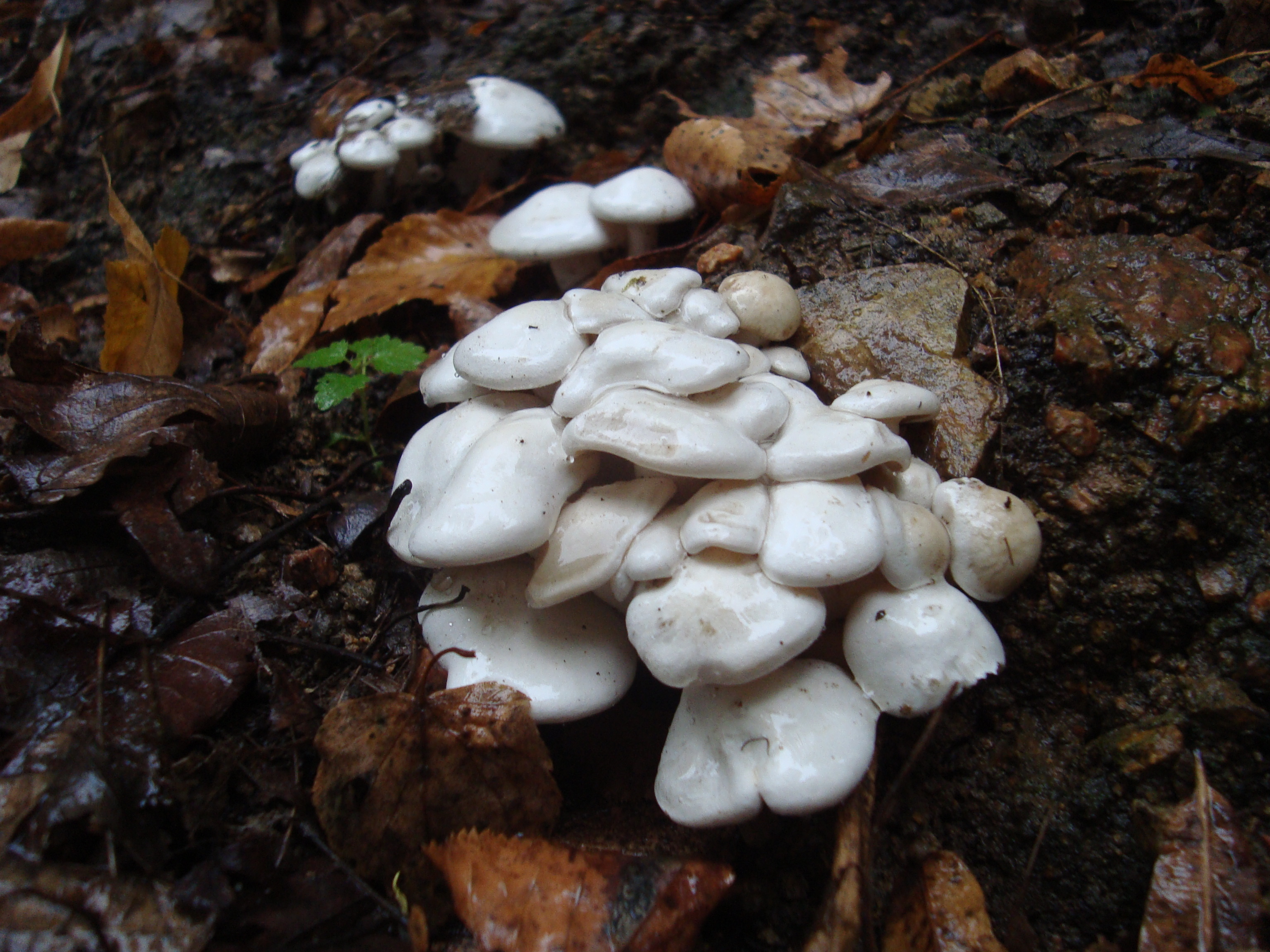
C. connata, grup la umezeală

## Confuzii
Specia poate fi confundata cu ciuperci de diferite genuri, parțial extrem de otrăvitoare, ca de exemplu cu: Calocybe gambosa (comestibilă, crește primăvara), Clitocybe dealbata (letală), Clitocybe phyllophila, sin. Clitocybe cerussata (foarte otrăvitoare, posibil letală, o probă trebuie să fie scuipată imediat), Clitocybe rivulosa (letală), Clitopilus prunulus (comestibil), Entoloma sinuatum (otrăvitor), Inocybe geophylla (foarte otrăvitoare, conținând o doză mare de muscarină). Tricholoma album (necomestibil), Tricholoma columbetta (comestibil), Tricholoma inamoenum (necomestibil) sau Tricholoma lascivum (necomestibil), la umezeală chiar și cu Hygrophorus agathosmus (comestibil), Hygrophorus cossus (comestibil)sau cu Hygrophorus  eburneus (comestibil).

## Specii asemănătoare în imagini

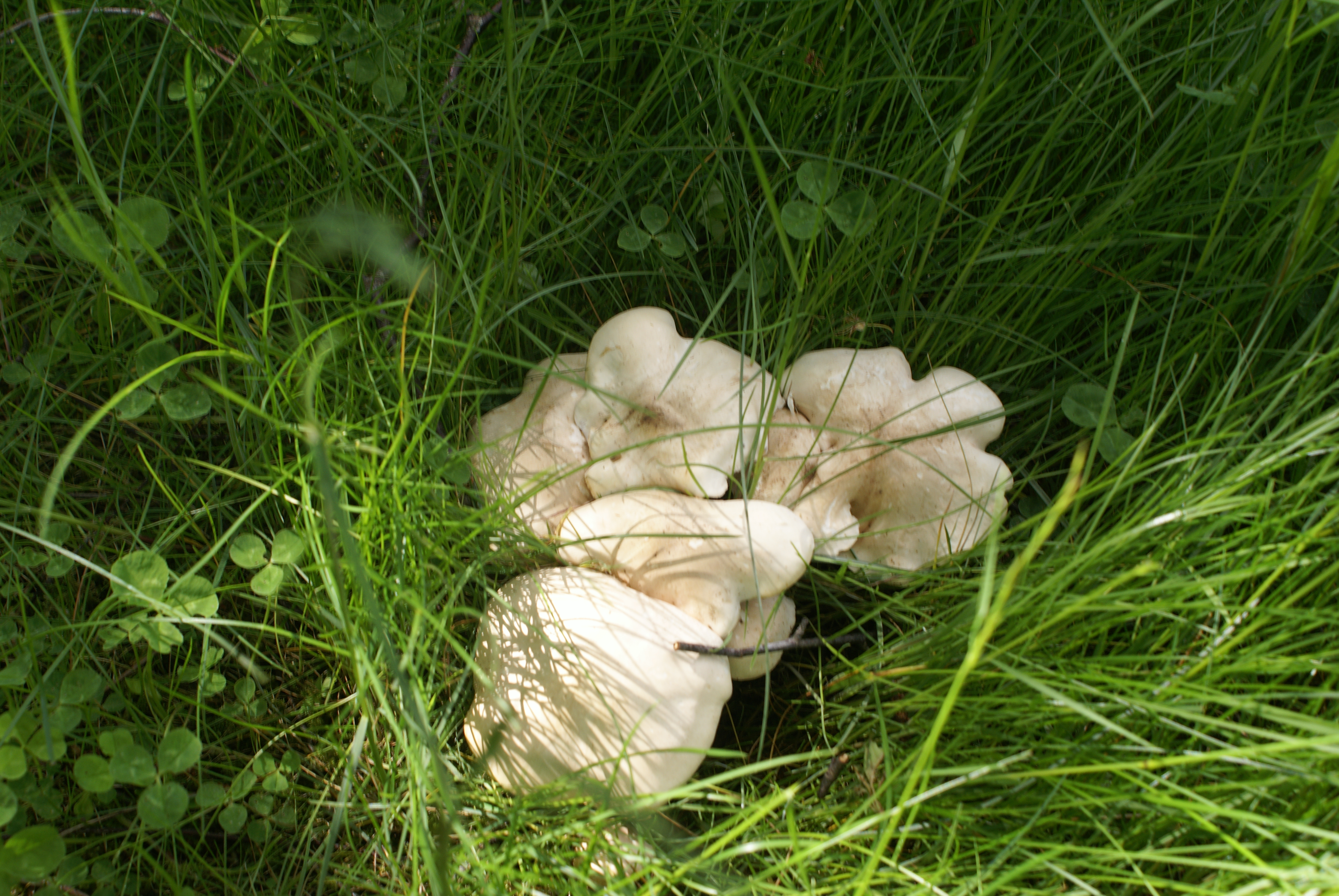
Calocybe gambosa
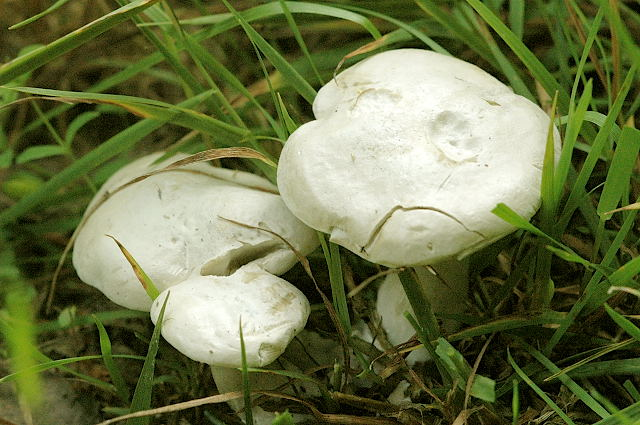
!!!Clitocybe dealbata!!!
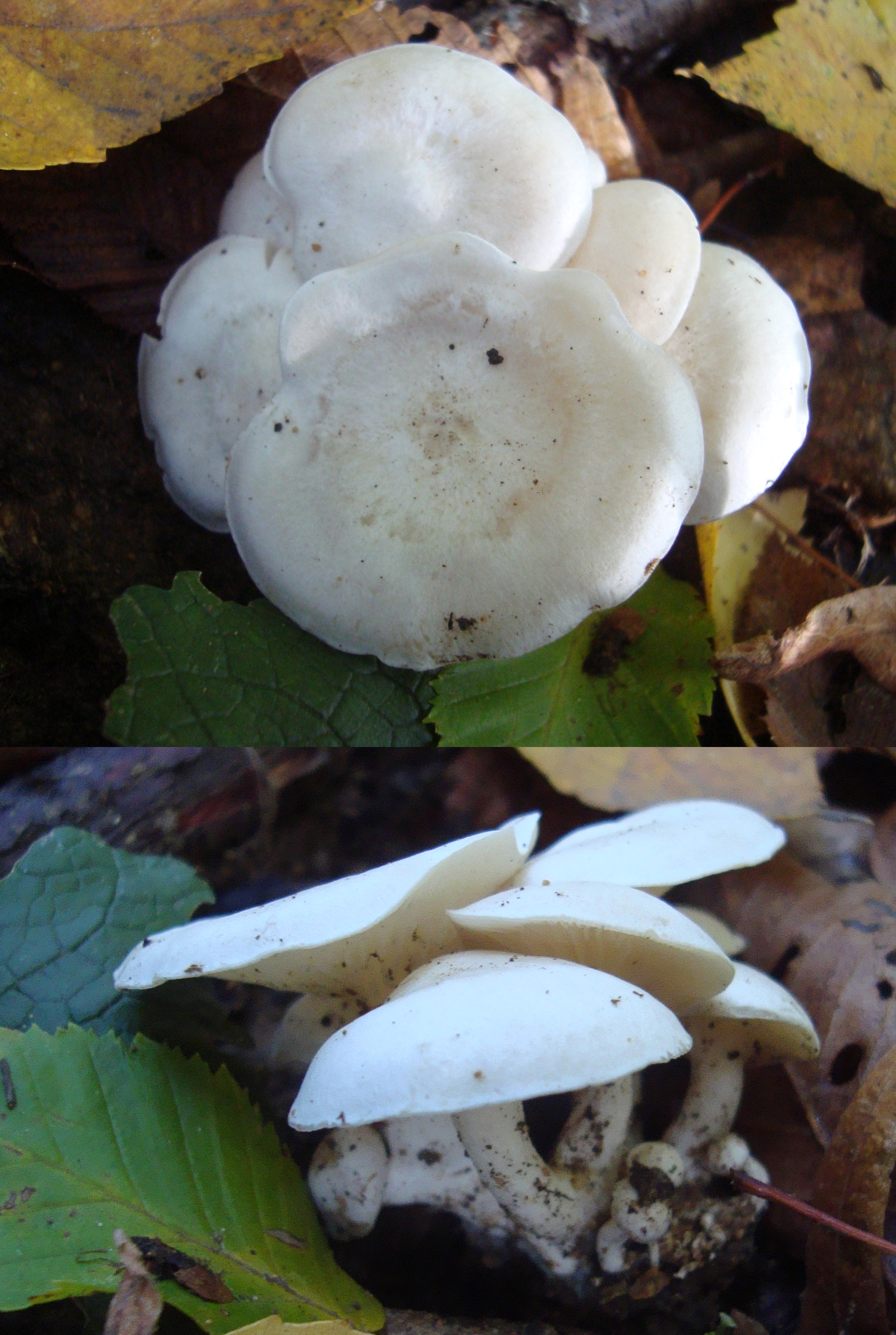
!!!Clitocybe phyllophila!!!
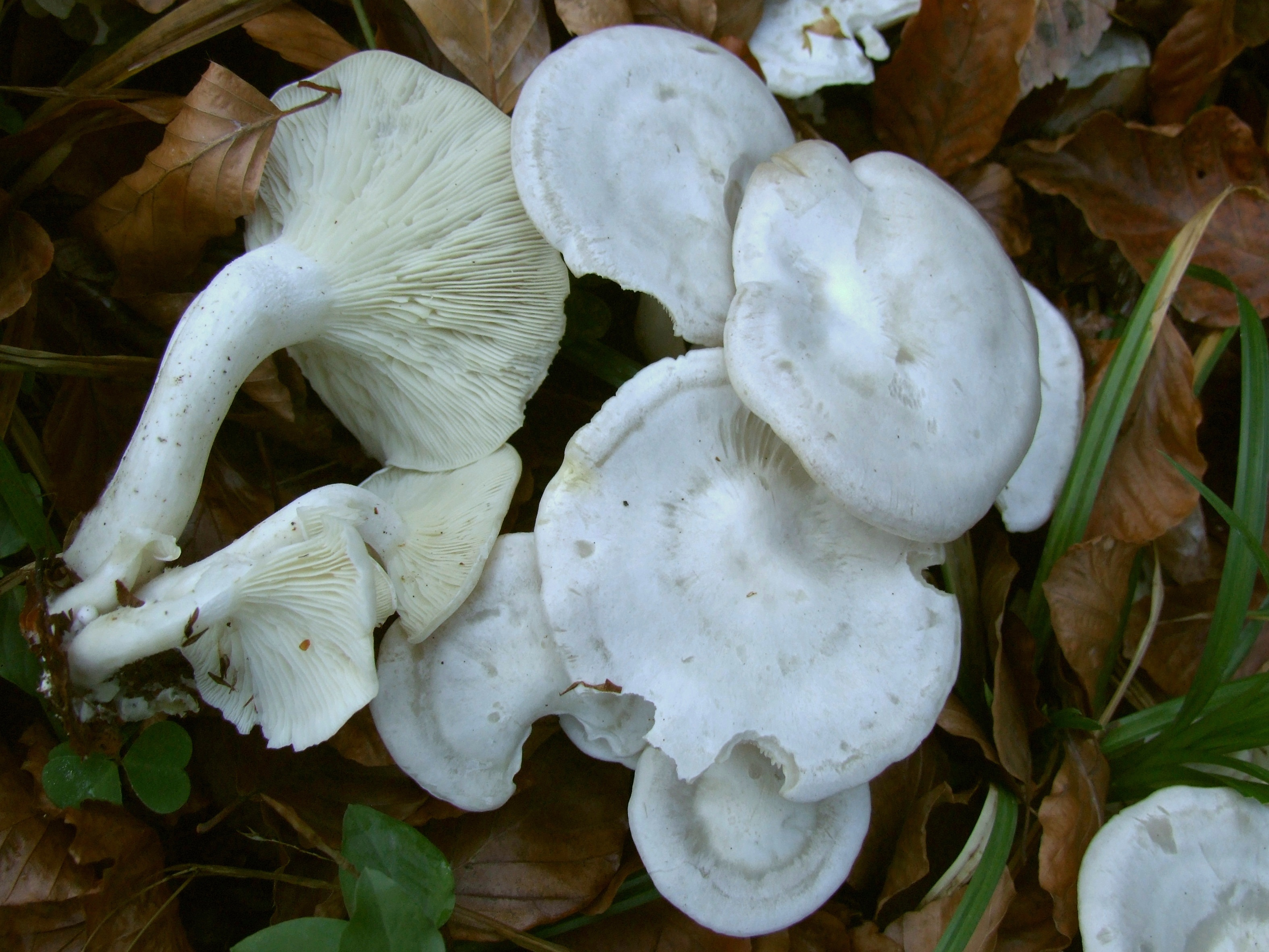
!!!Clitocybe rivulosa!!!
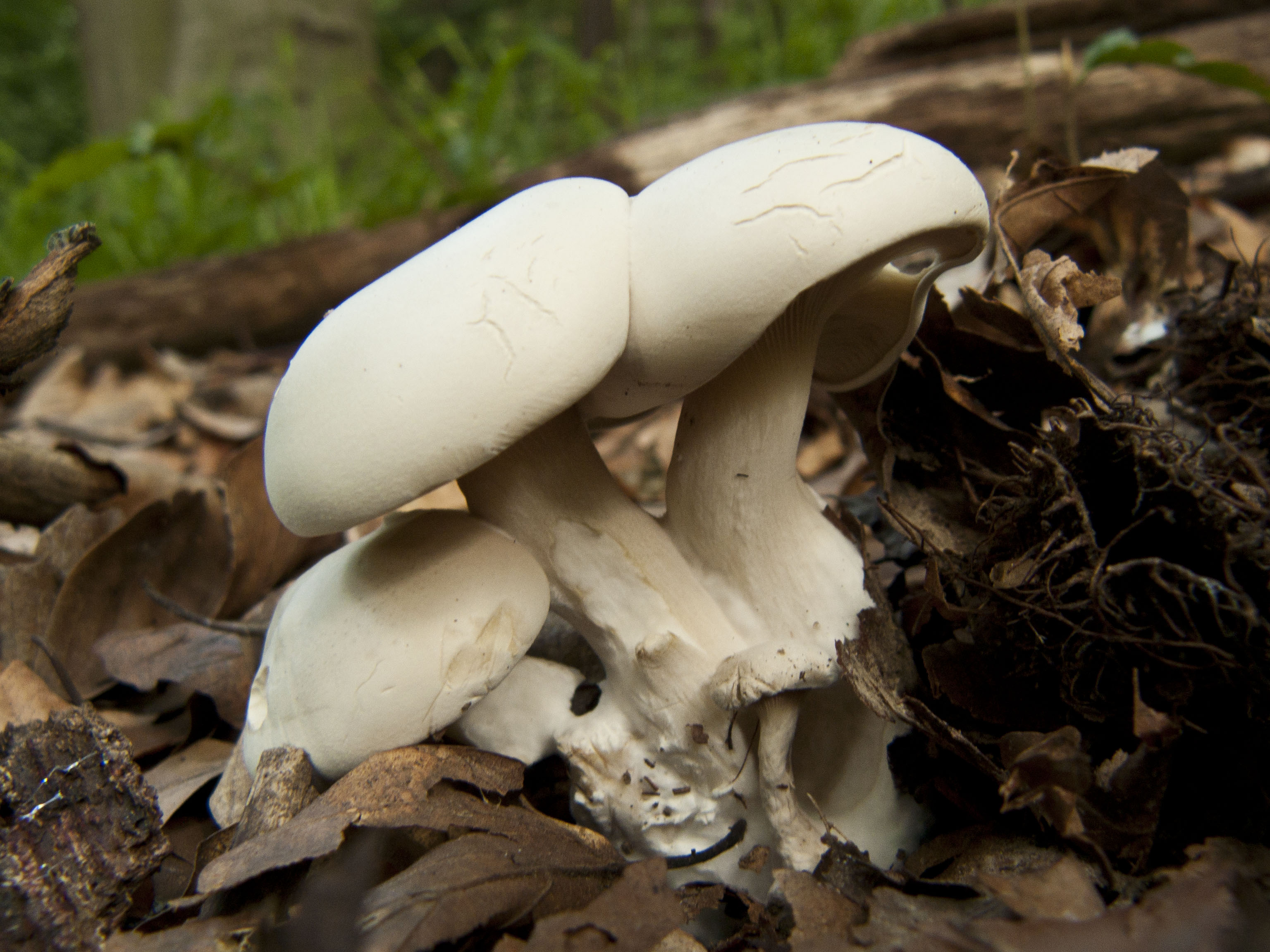
Clitopilus prunulus

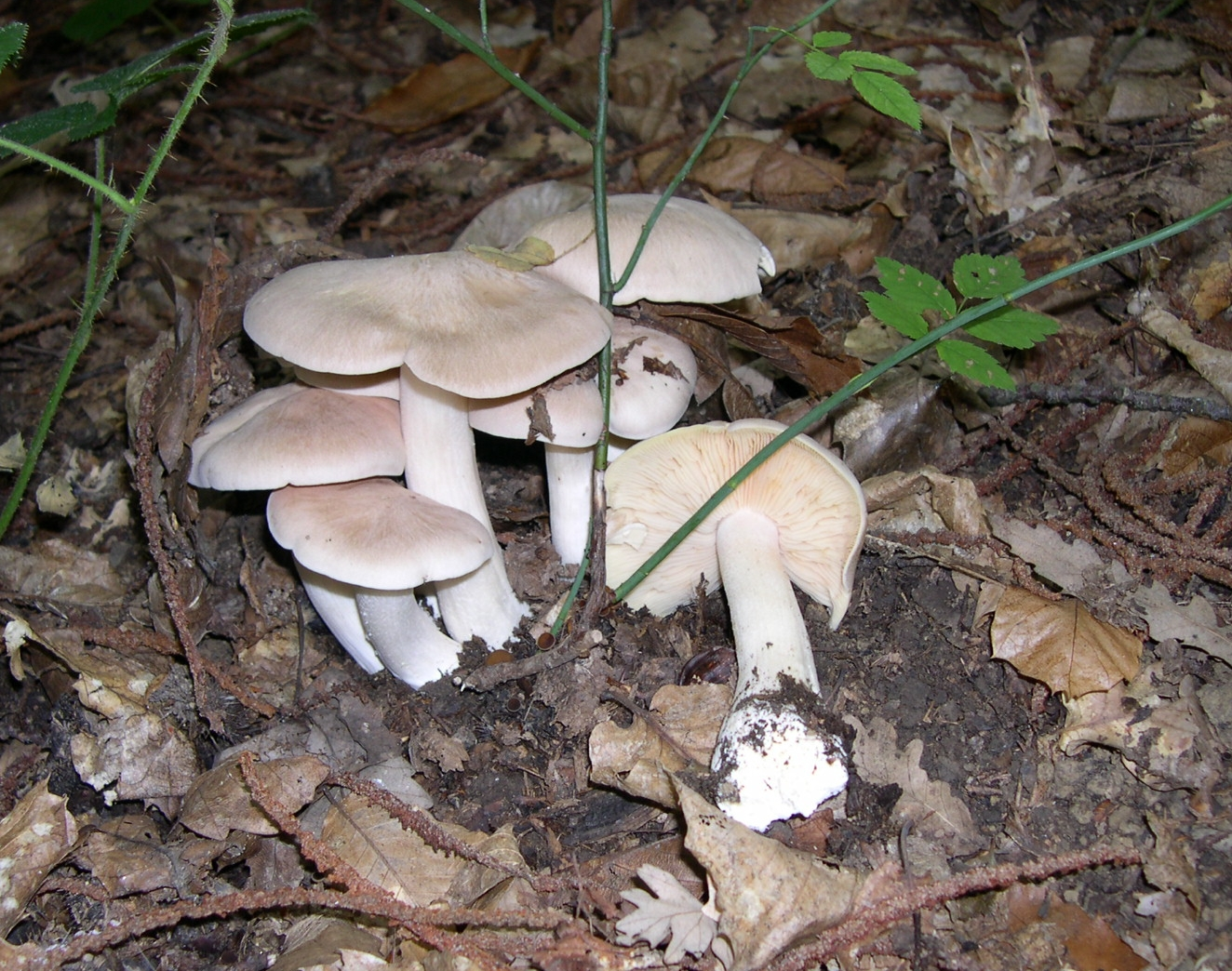
!!Entoloma sinuatum!!
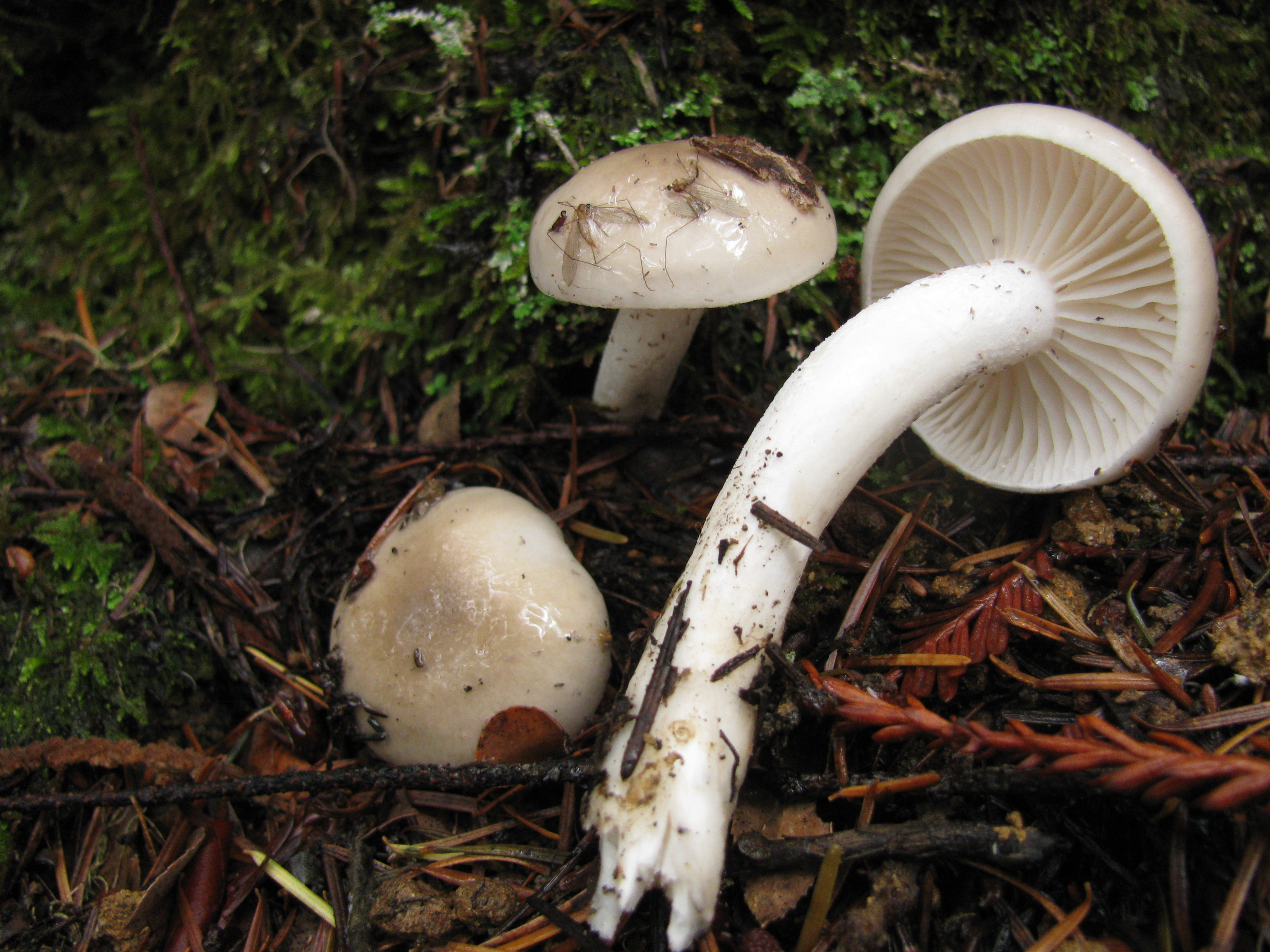
Hygrophorus agathosmus
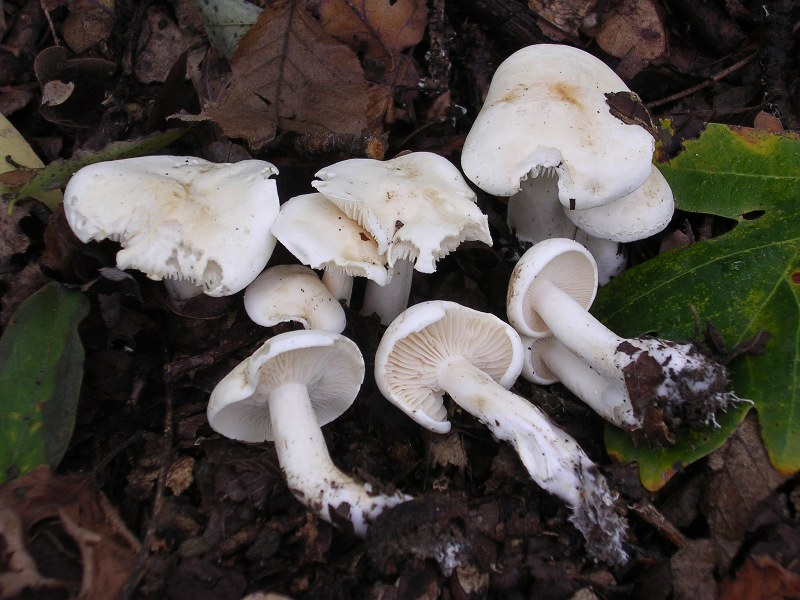
Hygrophorus cossus
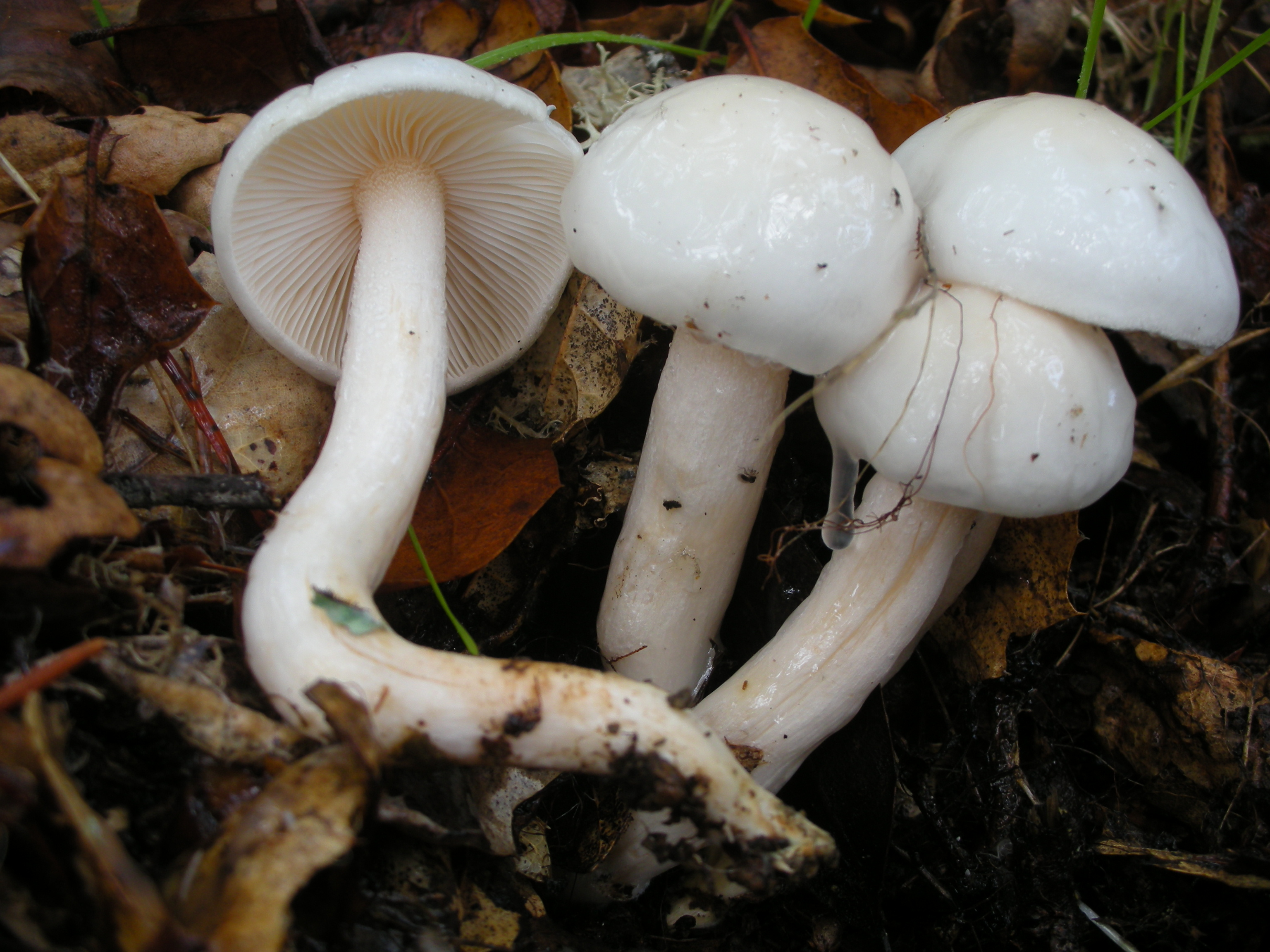
Hygrophorus eburneus
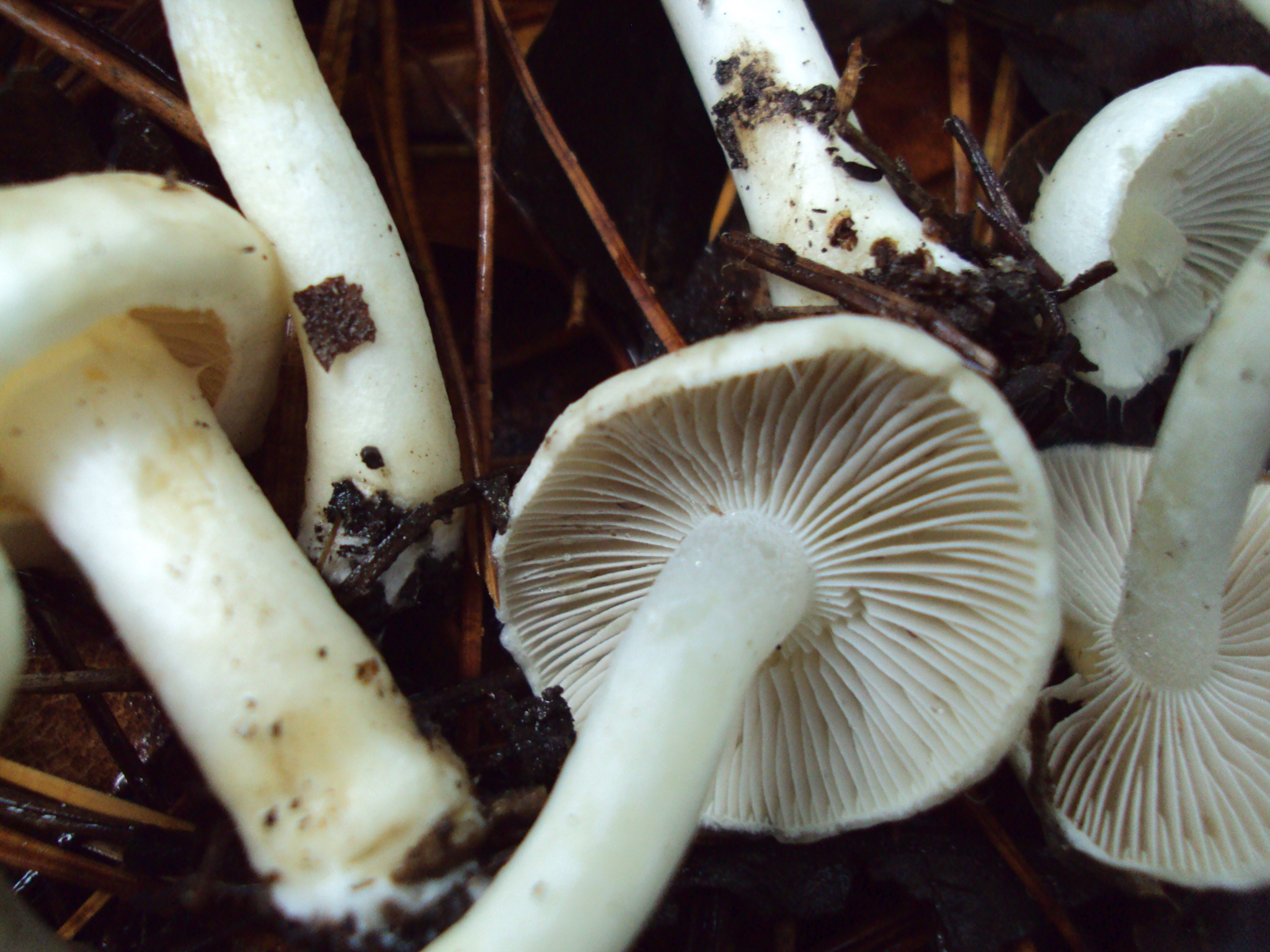
!!Inocybe geophylla!!

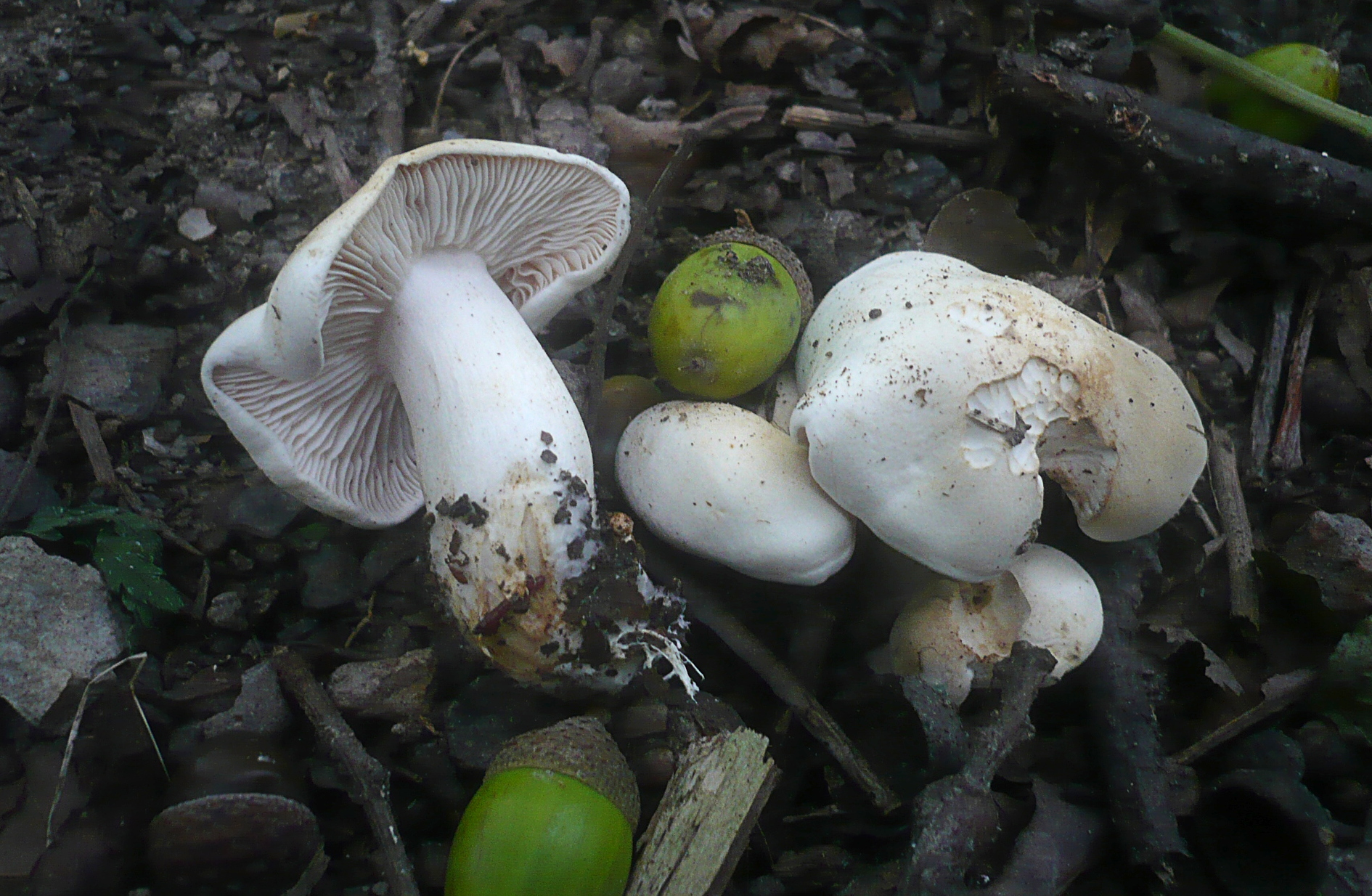
!Tricholoma album!
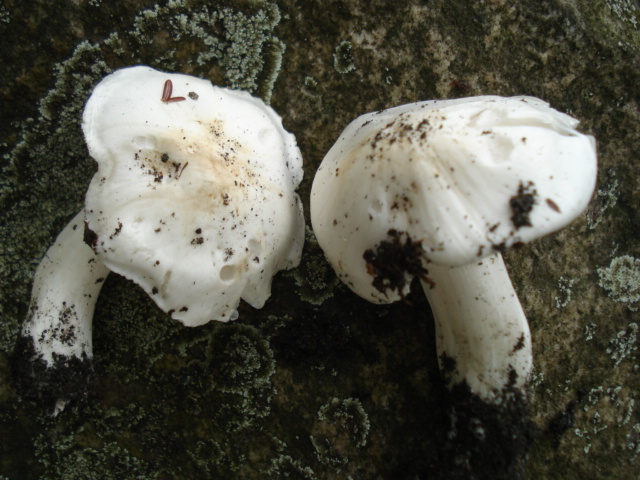
2009-10-04 Tricholoma columbetta (Fr.) P. Kumm 59842
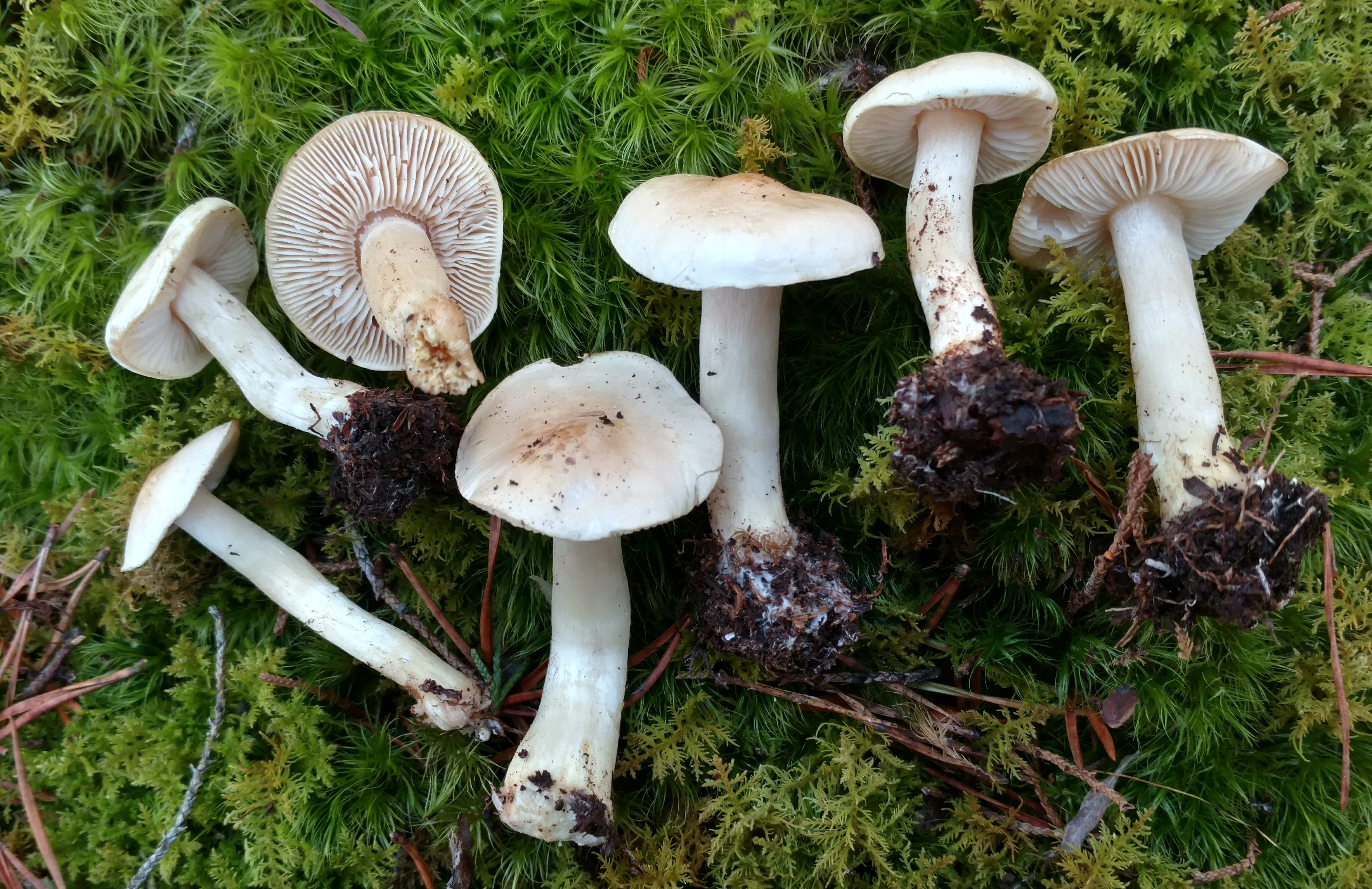
!Tricholoma inamoenum!
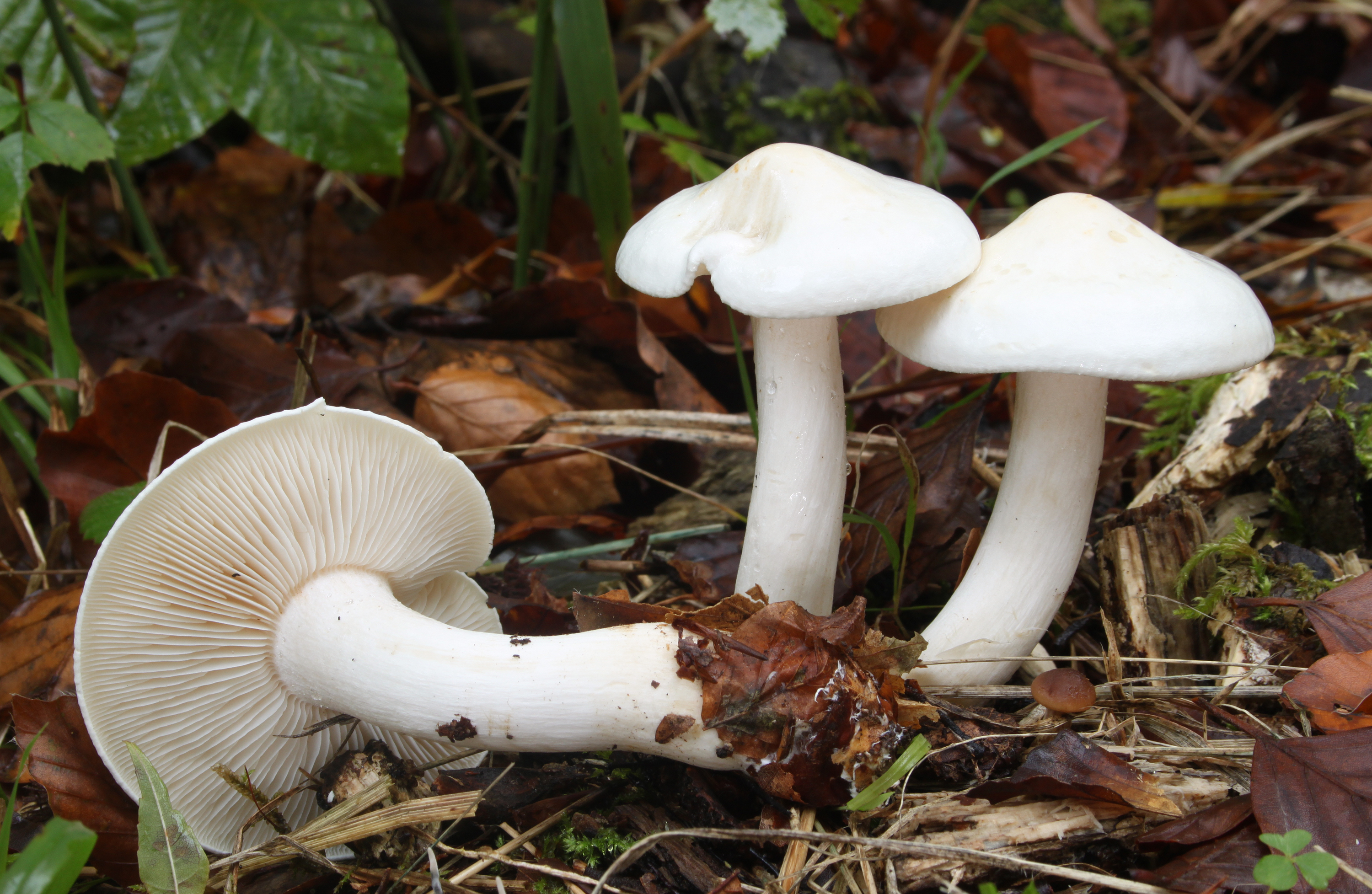
!Tricholoma lascivum!

## Valorificare
Specia a fost considerată o ciupercă comestibilă excelentă până când în Austria, după cercetări de laborator, sa descoperit că conține o toxină denumită "Connatina" (N-hidroxi-N ', N'- dimetil-citrulină), care pare să posede proprietăți mutagene, adică să genereze mutații în ADN și sa stimuleze chiar și impotența. Mai departe a fost descoperit un ingredient care are efect cancerigen asupra animalelor: liofilina. S-a spus, că la om, mecanismul chimic de acțiune al acestei substanțe ar interveni prin linia de germeni la evenimentele celulare interne. Conform literaturii recente, ciuperca însă este inofensivă. Astfel medicul și micologul elvețian René Flammer (n. 24 martie 1933 – d. 18 august 2018), care sa preocupat în special cu toxinele bureților, a dovedit, că specia este inofensivă și astfel comestibilă, iar probabilitatea confuziei cu pâlnii albe toxice cum sunt Clitocybe phyllophila sau Clitocybe dealbata ar cântării mult mai mult. Cu câțiva ani în urmă, sa desfășurat și o conferință de toxicologie micologică în zona Vicenza, în timpul căreia soiul a fost practic eliminat din categoria speciilor toxice și considerat din nou comestibil, chiar dacă interdicția de introducere pe piață este încă în vigoare. De fapt, cercetătorii austrieci care începuseră cu afirmațiile, nu au reușit niciodată să verifice existența cazurilor clinice pentru om ci numai pentru animale inferioare.
Există și alte specii fungide ce, datorită analizei chimice, conțin substanțe nocive sau mutagene, dar care în realitate sunt consumate fără nici o consecință. S-ar recomanda pentru cei care doresc să-și aprecieze calitățile gastronomice să mănânce o cantitate moderată, nu excesivă. Se spune că, potrivit multor micologi, această recomandare ar trebui să fie extinsă la orice specie fungidă existentă în natură.